# Dollar des Kiribati
 (novembre 2011).
Si vous disposez d'ouvrages ou d'articles de référence ou si vous connaissez des sites web de qualité traitant du thème abordé ici, merci de compléter l'article en donnant les références utiles à sa vérifiabilité et en les liant à la section « Notes et références ».
Pour les articles homonymes, voir Dollar (homonymie).
Le dollar des Kiribati est une monnaie utilisée aux Kiribati, en tant que version locale du dollar australien sur lequel il est indexé à parité égale (attention, le code mentionné dans l'encadré KID n'est pas un code ISO 4217).

## Pièces et billets
Cette monnaie, dont le symbole courant est A$, dispose des pièces de 1 cent à 1 dollar mais utilise uniquement les billets de banque en polypropylène des dollars australiens.

Série complète des pièces émise le 15 novembre 1989 à l'occasion du 10e anniversaire de la République.

## Histoire
Le dollar des Kiribati est introduit avec l'indépendance du pays le 12 juillet 1979, le dollar australien circulant seul jusqu'à cette date (avec la réforme métrique du 14 février 1966) dans cette ancienne colonie britannique.
De nos jours, 1 dollar équivaut à 100 cents (au singulier cent). Auparavant, un dollar valait une demi-livre britannique (du 4 septembre 1909 au 13 février 1966), avec un système impérial où une livre (pound) valait vingt shillings ou 240 pence (penny) et une couronne (crown) étant égale à cinq shillings.

## Fonctionnement
La banque centrale d'émission est l'australienne, la Reserve Bank of Australia, et toutes les pièces gilbertines, y compris les rares commémoratives, sont fabriquées par la Monnaie du même pays, la Royal Australian Mint. La première émission a été effectuée par les soins de la Royal Mint en juillet 1979.
L'émission du 10e anniversaire (1989) présente les caractéristiques suivantes :
- un dollar (A$), en alliage cuivre-nickel, de 30 mm et de 11,70 g, au verso, côté pile, une pirogue à balancier traditionnelle gilbertine (te wa),
- 50 cents (c), en cuivre-nickel, de 31,65 mm et de 15,40 g, au verso un fruit et des feuilles de pandanus (te tou),
- 20 cents, en cuivre-nickel, de 28,45 mm et de 11,15 g, au verso, un couple de dauphins, Tursiops truncatus, et leur petit (te kua),
- 10 cents, en cuivre-nickel, de 23,60 mm et de 5,70 g,  au verso, un fruit et des feuilles de l'arbre à pain (te mai),
- 5 cents, en cuivre-nickel, de 19,30 mm et de 2,90 g,  au verso, un gecko (te beru),
- 2 cents, en bronze, de 21,60 mm et de 5,20 g, au verso, un plant de taro géant des marais (te bwaibwai),
- 1 cent, en bronze, de 17,50 mm et de 2,60 g, au verso, une frégate mâle avec son jabot gonflé (te eitei).

Le recto (le côté face) de toutes les pièces présente les armoiries des Kiribati sous forme de blason, sans la devise de la République, avec la mention « KIRIBATI 1979 ».

## Pièces commémoratives
Des instituts d'émission spéculatifs émettent des pièces gilbertines qui ne sont pas utilisées sur place (ni même mises en circulation) et qui servent seulement aux transactions des numismates (avec des valeurs faciales supérieures à un dollar, comme celle-ci  en 2000).